# نانسي جايلز
نانسي جايلز (بالإنجليزية: Nancy Giles)‏ هي ممثلة أمريكية، ولدت في 17 يوليو 1960 في نيويورك في الولايات المتحدة. من الجوائز التي نالتها جائزة المسرح العالمي سنة 1985.

## جوائز
- جائزة المسرح العالمي (1985)

## وصلات خارجية
- نانسي جايلز على موقع IMDb (الإنجليزية)
- نانسي جايلز على موقع ميتاكريتيك (الإنجليزية)
- نانسي جايلز على موقع روتن توميتوز (الإنجليزية)
- نانسي جايلز على موقع قاعدة بيانات برودواي على الإنترنت (الإنجليزية)
- نانسي جايلز على موقع إن إن دي بي (الإنجليزية)
- نانسي جايلز على موقع قاعدة بيانات الفيلم (الإنجليزية)